# 西晉益州行政區劃
曹魏舊州，州治所在成都縣（今四川省成都市），永興元年（304年）州治巴郡（今重慶市中心），永嘉四年（310年）治巴東（今重慶市奉節縣）。其範圍相當今四川省黑水縣至木里藏族自治縣一線以東的川西、川中、川南、川西南等地，及雲南省昭通市、貴州省中西部一帶。永寧元年（301年）以後益州各地陸續淪陷，太安二年（303年）李雄攻陷益州州治成都，西晉末益州轄域僅剩今重慶市東部一隅。

## 郡級行政區
西晉益州初領12郡，泰始七年（271年）雲南、興古、建寧、永昌4郡移屬寧州，至太康五年（284年）寧州廢州復歸。太安二年（303年）南中的建寧、興古、雲南、永昌、牂柯、越巂、朱提七郡再度移屬寧州，同時，李雄攻陷成都，蜀郡、汶山、漢嘉3郡淪陷。永興元年（304年）涪陵、巴郡、巴東3郡交由益州暫管。。永嘉五年（311年）後犍為、江陽、巴郡3郡陸續淪陷。西晉末，益州僅領涪陵、巴東2郡。
成都國
曹魏舊郡，郡治成都縣（今四川省成都市），領成都、廣都、繁、江原、臨邛、郫6縣。太康十年（289年）晉武帝司馬炎之子司馬穎封為成都王，蜀郡改稱成都國。太安二年（303年）李雄攻陷蜀郡。
犍為郡
曹魏舊郡，郡治武陽縣（今四川省眉山市彭山區），領武陽、南安、僰道、資中、牛鞞5縣。永嘉五年（311年）李雄攻陷犍為郡。
汶山郡
曹魏舊郡，郡治綿虒縣（今四川省茂縣），領綿虒（後改名汶山）、氐道（後改名升遷）、都安、汶江（後改名廣陽）、白馬（280年改名興樂）、平康、蠶陵、廣柔8縣。太安二年（303年）為李雄攻陷。
漢嘉郡
曹魏舊郡，郡治漢嘉縣（今四川省天全縣東北），領漢嘉、徙陽、新道（後改名嚴道）、旄牛4縣。太安二年（303年）為李雄攻陷。
江陽郡
曹魏舊郡，郡治漢安縣（今四川省內江市），領江陽、符節（後改名符縣）、漢安3縣。太安二年（303年）為李雄攻陷。
涪陵郡
曹魏舊郡，郡治漢復縣（今重慶市彭水苗族土家族自治縣南），領漢復、涪陵、漢平、漢葭、萬寧5縣。西晉末與梁州交通中斷，交由益州暫管。
巴郡
曹魏舊郡，郡治江州縣（今重慶市中心），領江州、墊江、臨江、枳4縣。西晉末與梁州交通中斷，交由益州暫管。
巴東郡
曹魏舊郡，郡治永安縣（今重慶市奉節縣），領永安（後改名魚復）、朐忍、羊渠（後廢縣改置南浦縣）、漢豐、北井5縣。泰始五年（269年）北井縣移屬建平郡。西晉末與梁州交通中斷，交由益州暫管。

## 縣級行政區
| 益州（州治成都縣）                                                                 |        |        |                                |                              |                                                           |
| 說明：本表為西晉時期益州各郡所轄的縣份；以深灰色表示者，為曾經建置，後來廢除的縣份 |        |        |                                |                              |                                                           |
| 郡名 （縣數）                                                                      | 郡治   | 縣名   | 今地位置(2013年12月)           | 隸屬郡國                     | 備注                                                      |
| 成都國 （6）                                                                       | 成都縣 | 成都縣 | 今四川省成都市                 | 成都國(265-316，蜀郡265-289) |                                                           |
| 成都國 （6）                                                                       | 成都縣 | 廣都縣 | 今四川省雙流縣東北             | 成都國(265-316，蜀郡265-289) |                                                           |
| 成都國 （6）                                                                       | 成都縣 | 繁縣   | 今四川省新都縣西北             | 成都國(265-316，蜀郡265-289) |                                                           |
| 成都國 （6）                                                                       | 成都縣 | 江原縣 | 今四川省雙流縣西               | 成都國(265-316，蜀郡265-289) |                                                           |
| 成都國 （6）                                                                       | 成都縣 | 臨邛縣 | 今四川省邛崍市                 | 成都國(265-316，蜀郡265-289) |                                                           |
| 成都國 （6）                                                                       | 成都縣 | 郫縣   | 今四川省郫縣                   | 成都國(265-316，蜀郡265-289) |                                                           |
| 犍為郡 （5）                                                                       | 武陽縣 | 武陽縣 | 今四川省眉山市彭山區           | 犍為郡(265-316)              |                                                           |
| 犍為郡 （5）                                                                       | 武陽縣 | 南安縣 | 今四川省樂山市                 | 犍為郡(265-316)              |                                                           |
| 犍為郡 （5）                                                                       | 武陽縣 | 僰道縣 | 今四川省宜賓市                 | 犍為郡(265-316)              |                                                           |
| 犍為郡 （5）                                                                       | 武陽縣 | 資中縣 | 今四川省資陽市                 | 犍為郡(265-316)              |                                                           |
| 犍為郡 （5）                                                                       | 武陽縣 | 牛鞞縣 | 今四川省簡陽市                 | 犍為郡(265-316)              |                                                           |
| 汶山郡 （8）                                                                       | 緜虒縣 | 汶山縣 | 今四川省茂縣                   | 汶山郡(265-316)              | 曹魏名綿虒縣，西晉時改名汶山縣。                          |
| 汶山郡 （8）                                                                       | 緜虒縣 | 升遷縣 | 今四川省松潘縣北               | 汶山郡(265-316)              | 曹魏名氏道縣，西晉時改名升遷縣。                          |
| 汶山郡 （8）                                                                       | 緜虒縣 | 都安縣 | 今四川省郫縣西北               | 汶山郡(265-316)              |                                                           |
| 汶山郡 （8）                                                                       | 緜虒縣 | 廣陽縣 | 今四川省茂縣西北               | 汶山郡(265-316)              | 曹魏名汶江縣，西晉時改名廣陽縣。                          |
| 汶山郡 （8）                                                                       | 緜虒縣 | 興樂縣 | 今四川省松潘縣北               | 汶山郡(265-316)              | 曹魏名白馬縣，西晉太康元年（280年）改名興樂縣。           |
| 汶山郡 （8）                                                                       | 緜虒縣 | 平康縣 | 今四川省松潘縣西南             | 汶山郡(265-316)              |                                                           |
| 汶山郡 （8）                                                                       | 緜虒縣 | 蠶陵縣 | 今四川省茂縣北                 | 汶山郡(265-316)              |                                                           |
| 汶山郡 （8）                                                                       | 緜虒縣 | 廣柔縣 | 今四川省汶川縣西北             | 汶山郡(265-316)              |                                                           |
| 漢嘉郡 （4）                                                                       | 漢嘉縣 | 漢嘉縣 | 今四川省天全縣東北             | 漢嘉郡(265-316)              |                                                           |
| 漢嘉郡 （4）                                                                       | 漢嘉縣 | 徙陽縣 | 今四川省天全縣                 | 漢嘉郡(265-316)              |                                                           |
| 漢嘉郡 （4）                                                                       | 漢嘉縣 | 嚴道縣 | 今四川省滎經縣                 | 漢嘉郡(265-316)              | 三國時名新道縣，西晉時改名嚴道縣。                        |
| 漢嘉郡 （4）                                                                       | 漢嘉縣 | 旄牛縣 | 今四川省漢源縣                 | 漢嘉郡(265-316)              |                                                           |
| 江陽郡 （3）                                                                       | 漢安縣 | 江陽縣 | 今四川省瀘州市                 | 江陽郡(265-316)              |                                                           |
| 江陽郡 （3）                                                                       | 漢安縣 | 符節縣 | 今四川省合江縣                 | 江陽郡(265-316)              | 曹魏名符節縣，西晉時改名符縣。                            |
| 江陽郡 （3）                                                                       | 漢安縣 | 漢安縣 | 今四川省內江市                 | 江陽郡(265-316)              |                                                           |
| 涪陵郡 （5）                                                                       | 漢復縣 | 漢復縣 | 今重慶市彭水苗族土家族自治縣南 | 涪陵郡(265-316)              |                                                           |
| 涪陵郡 （5）                                                                       | 漢復縣 | 涪陵縣 | 今重慶市彭水苗族土家族自治縣   | 涪陵郡(265-316)              |                                                           |
| 涪陵郡 （5）                                                                       | 漢復縣 | 漢平縣 | 今重慶市武隆縣西北             | 涪陵郡(265-316)              |                                                           |
| 涪陵郡 （5）                                                                       | 漢復縣 | 漢葭縣 | 今重慶市黔江區西               | 涪陵郡(265-316)              |                                                           |
| 涪陵郡 （5）                                                                       | 漢復縣 | 萬寧縣 | 地望不詳                       | 涪陵郡(265-316)              |                                                           |
| 巴郡 （4）                                                                         | 江州縣 | 江州縣 | 今重慶市                       | 巴郡(265-316)                |                                                           |
| 巴郡 （4）                                                                         | 江州縣 | 墊江縣 | 今重慶市合川區                 | 巴郡(265-316)                |                                                           |
| 巴郡 （4）                                                                         | 江州縣 | 臨江縣 | 今重慶市忠縣                   | 巴郡(265-316)                |                                                           |
| 巴郡 （4）                                                                         | 江州縣 | 枳縣   | 今重慶市涪陵區                 | 巴郡(265-316)                |                                                           |
| 巴東郡 （4）                                                                       | 永安縣 | 魚復縣 | 今重慶市奉節縣                 | 巴東郡(264-265)              | 曹魏時名永安縣，西晉太康元年（280年）改名魚復縣。         |
| 巴東郡 （4）                                                                       | 永安縣 | 朐忍縣 | 今重慶市雲陽縣西               | 巴東郡(264-265)              |                                                           |
| 巴東郡 （4）                                                                       | 永安縣 | 南浦縣 | 今重慶市萬州區                 | 巴東郡(264-265)              | 曹魏時名羊渠縣，西晉太康元年（280年）廢羊渠縣改置南浦縣。 |
| 巴東郡 （4）                                                                       | 永安縣 | 漢豐縣 | 今重慶市開縣                   | 巴東郡(264-265)              |                                                           |

## 出處
1. ↑  《華陽國志》卷8〈大同志〉：「〔永興元年〕冬，〔益州刺史羅〕尚移屯巴郡。……〔永嘉四年〕南陽韓松為〔益州〕刺史、〔西夷〕校尉，治巴東。」
2. 1 2  《晉書》卷4〈惠帝紀〉：「〔太安二年〕三月，李特攻陷益州。荊州刺史宋岱擊特，斬之，傳首京師。夏四月，特子雄復據益州……十一月……李雄自郫城攻益州刺史羅尚，尚委城而遁，雄盡有成都之地。」
3. 1 2 3 4
4. ↑  《晉書》卷3〈武帝紀〉：「〔太康十年〕立皇子穎為成都王。」
5. 1 2  《華陽國志》卷8〈大同志〉：「〔永嘉〕五年春正月……雄眾攻僰道，走犍為太守魏紀，殺江陽太守姚襲。」
6. ↑  《太平寰宇記》卷176〈茂州汶川縣〉：「本漢綿虒縣地，晉置汶川州於此。[註 2]」
7. ↑  《水經注》卷33：「江水自天彭闕東逕汶關，而歷氐道縣北。漢武帝元鼎六年，分蜀郡北部，置汶山郡以統之。縣本秦始皇置，後為升遷縣也。」
8. ↑  《元和縣圖志》卷32〈劍南道中〉：「汶山縣，本漢汶江縣地，晉改為廣陽縣，屬汶山郡。」
9. ↑  《宋書》卷38〈州郡志四·南晉壽太守〉：「興樂令，二漢、魏無。《晉太康地記》云：元年更名。本曰白馬，屬汶山。」
10. ↑  《輿地廣記》卷31〈梓州路〉：「本漢符縣地，屬犍為郡……東漢曰符節，晉復為符，屬江陽郡。」
11. ↑  《華陽國志》卷1〈巴志〉：「魚復縣，郡治。公孫述更名白帝。章武二年，改曰永安。咸熙初復。」《宋書》卷37〈州郡志三·巴東公相〉：「魚復侯相，漢舊縣，屬巴郡，劉備章武二年，改為永安，晉武帝太康元年復舊。」
12. ↑  《華陽國志》卷1〈巴志〉：「迄吳平，巴東省羊渠置南浦。」

### 書籍
- 吳增僅，《三國郡縣表》，上海：開明書局，1937
- 李錫甫，《漢晉城陽郡沿革考》，國立編譯館館刊第6卷第一期，1977
- 劉琳，《華陽國志校注》，成都：巴蜀書社，1984
- 李曉杰，《東漢政區地理》，北京：人民出版社，1987
- 胡阿祥，《六朝疆域與政區研究》（增訂本），北京：學苑出版社，2005
- 錢儀吉、楊晨，《三國會要》，上海：上海古籍出版社，2006
- 陳健梅，《孫吳政區地理研究》，長沙：岳麓書社，2007
- 孔祥軍，《三國政區地理研究》，南京：南京大學歷史系，2007
- 任乃強，《華陽國志校補圖注》，上海：上海古籍出版社，2009
- 孔祥軍，《晉書地理志校注》，北京：新世界出版社，2012
- 胡阿祥、孔祥軍、徐成合著，《中國行政區劃通史·三國兩晉南朝卷》，上海：復旦大學出版社，2014
- 范曄，《後漢書》，維基文庫
- 房玄齡，《晉書》，維基文庫
- 沈約，《宋書》，維基文庫
- 魏收，《魏書》，維基文庫
- 李吉甫，《元和郡縣圖志》，維基文庫
- 樂史，《太平寰宇記》，維基文庫
- 歐陽忞，《輿地廣記》，維基文庫
- 酈道元，《水經注》，維基文庫